# Conwy Castle
Conwy Castle er en middelalderfæstning i Conwy på nordkysten af Wales. Den blev bygget af Edvard I under hans erobring af Wales mellem 1283 og 1289. Fæstningen blev bygget som en del af et større projekt med en mur omkring Conwy, og de samlede udgifter til forsvarsværkerne var omkring £15.000. I de næste århundreder spillede slottet en vigtig rolle i krig. Det modstod Madog ap Llywelyns belejring i vinteren 1294–95, var midlertidigt tilflugtssted for Richard II i 1399 og blev i 1401 belejret i adskillige måneder af soldater, som var loyale mod Owain Glyndŵr under det walisiske oprør.
Efter udbruddet af den engelske borgerkrig i 1642 blev slottet brugt af soldater, der var loyale mod Charles I. De overgav sig i 1646 til rundhovedernes hær. I kølvandet blev fæstningen delvis ødelagt af Rundhovederne for at forebygge brugen af den i et oprør og blev ødelagt fuldstændigt i 1665, da alt jern og bly blev fjernet og solgt. Conwy Castle blev en et yndet motiv for malere i slutningen af 1700-tallet og begyndelsen af 1800-tallet. Besøgstallet voksede og restaurering begyndte i sidste halvdel af 1800-tallet. I 1900-tallet blev ruinen forvaltet af Cadw som en turistattraktion.
UNESCO betragter Conwy Castle som "et af de fineste eksempler på sen 1200-tals og tidlig 1300-tals militærarkitektur i Europa" og har optaget Conwy Castle på Verdensarvslisten. Den rektangulære borg er bygget af lokale og importerede sten og fylder højderyggen ud til kysten, hvor den oprindeligt lå ud til et vigtigt overgangssted over Conwy. Den er delt i en indre og en ydre borggård, der bliver forsvaret af otte store tårne og to forborge med en lønport, der fører ned til floden, så slottet kan få nye forsyninger fra søsiden. På borgen er bevaret de tidligst overlevende machicoulis af sten i Storbritannien, som historikeren Jeremy Ashbee har beskrevet som den "bedst bevarede samling af middelalderlige private kongelige gemakker i England og Wales. I tråd med andre edvardianske slotte i det nordlige Wales har arkitekturen Conwy har tætte forbindelser til dem, der findes i Kongedømmet Sardinien i samme periode, en indflydelse formentlig afledt af arkitekten James af Saint Georges afstemning fra Sardinien.

## Historie

### 1200-tallet
Før englænderne byggede byen Conwy ved grundlæggelsen af Aberconwy Abbey, lå der et cistercienserkloster, som særligt de walisiske fyrster bidrog til. Stedet kontrollerede også et vigtigt overfartssted på floden Conwy mellem kysten og de indre områder i Nordwales, som Deganwy Castle havde forsvaret i mange år. Kongerne af England og de walisiske fyrster havde kæmpet om kontrollen af området siden 1070'erne, og konflikten blussede op igen. Det fik Edvard 1. til igen at gå i krig i Wales i 1282.
Edvard invaderede området med en stor hær i nord fra Carmarthen og i vest fra Montgomery og Chester. Edvard erobrede Aberconwy i marts 1283 og besluttede at stedet skulle være centrum i et nyt grevskab: han genopbyggede klostret omkring 13 km oppe i dalen Conwy ved Maenan, hvor Maenan Abbey blev etableret, og han byggede en ny engelsk borg og bymure på det sted, hvor klostret lå. Den forfaldne borg Deganwy blev forladt og blev aldrig genopbygget. Edvards plan var en symbolsk handling, der skulle demonstrere den engelsk magt i Wales.
Arbejdet med at grave voldgraven omkring Conwy Castle begyndte få dage efter, Edvard havde givet ordren til at opføre borgen. Byggeriet blev styret af sir John Bonvillars og af stenhuggermesteren James af Saint George. Den første fase foregik mellem 1283 og 1284 og den fokuserede på de ydre ringmure og tårne. I anden fase fra 1284 til 1286 blev bygningerne inden for murene rejst, mens arbejdet med murene omkring nabobyen begyndte. I 1287 stod Conwy Castle færdig. Håndværkerne hyrede et stort antal arbejdere fra hele England til at hjælpe med opgaven. Hver sommer i byggesæsonen samledes arbejderne i Chester, og de gik herefter til Wales. Edvards regnskabsmedarbejdere skelnede ikke mellem udgifter til bymurene og borgen; de to projekter beløb sig til omkring £15.000.
Konstablen på borgen var også borgmester i den nye by Conwy. Det blev han efter kongeligt dekret i 1284, og han styrede fæstningens garnison på 30 soldater med 15 armbrøstskytter , en tømrer, en kammerherre, en smed, en ingeniør og en stenhugger. I 1294 gjorde Madog ap Llywelyn oprør mod det engelske styre. Edvard blev belejret ved Conwy af waliserne i december og januar 1295 og fik kun forsyninger ad søvejen, før der ankom soldater i februar, der stoppede belejringen. Kronikøren Walter af Guisborough skrev, at som følge af forholdene på borgen, nægtede Edvard at drikke sit eget private lager af vin og delte det i stedet ud til garnisonen. Flere år efter var Conwy Castle det vigtigste kongeslot i Wales, og det var her kongen modtog vigtige personer, heriblandt Edvard 1.'s søn og den kommende Edvard 2. i 1301, da han besøgte området for at modtage hyldest, homage, fra de walisiske ledere.

### 1300- og 1400-tallet
Conwy Castle blev ikke vedligeholdt særlig godt i begyndelsen af 1200-tallet, og i 1321 blev det rapporteret at slottet var dårligt udstyret med begrænset lagerkapacitet, havde utætte tage og råddent tømmer. Disse problemer blev ved til Edvard, den sorte prins, overtog kontrollen med slottet i 1343. Hans kammerherre, sir John Weston, udførte reparationer og opførte nye støtter til loftsbuerne i storsalen og andre dele af slottet. Efter den sorte prins' død i 1376 fik Conwy Castle igen lov at forfalde.
Mod slutningen af 1300-tallet brugte Richard 2. slottet som skjulested for sin rival Henry Bolingbroke. Efter at være vendt tilbage fra Irland nåede Richard frem til slottet den 12. august 1399, hvor han mødtes med Bolingbrokes udsending Henry Percy for at forhandle. I kapellet sværgede Percy, at han ikke ville skade kongen. Den 19. august overgav Richard sig til Percy ved Flint Castle, hvor han lovede at abdicere, hvis hans liv blev skånet. Kongen blev ført til London og døde i fangenskab på Pontefract Castle.
Henry Bolingbroke overtog den engelske trone som Henrik 4. i 1400, men et brød ud i Nordwales kort efter under Owain Glyndwr. I marts 1401 udførte Rhys ap Tudur og hans bror Gwilym, der var Owain Glyndwrs fætre, et overraskelsesangreb på Conwy Castle. De fik adgang til slottet ved at lade som om, at de var tømrere, der skulle reparere det, og dræbte to vagter og overtog slottet. Walisiske oprørere angreb og tilfangetog resten af byen. Brødrene hold fæstningen i tre måneder, før de forhandlede en overgivelse, og som en del af denne aftale blev de benådet fra Henrik 4.
Under rosekrigene mellem 1455 og 1485, der blev udkæmpet mellem Huset Lancaster og Huset York, blev forsvarsværkerne på Conwy forstærket, men spillede kun en lille rolle i kampene. Henrik 8. udførte restaureringsarbejde på Conwy Castle i 1520'erne og 1530'erne, hvor slottet blev brugt som fængsel, som depot og som residens for gæster.

### 1600-tallet til i dag
Conwy Castle forfaldt endnu engang i begyndelsen af 1600-tallet. Charles 1. solgte det til Edward Conway i 1627 for £100, og Edwards søn, der ligeledes hed Edward, arvede ruinen i 1631. I 1642 brød den engelske borgerkrig ud mellem Charles' royalister og Rundhovederne. Ærkebiskoppen af York|John Williams overtog slotte på vegne af kongen og begyndte at reparere det og indsatte en garnison for egen regning. I 1645 blev sir John Owen udnævnt som guvernør for slottet. Det førte til en bitter strid mellem de to mænd. Ærkebiskoppen skiftede over til parlamentarikerne, og byen Conwy faldt i august 1646 og i november indtog general Thomas Mytton borgen efter en større belejring.
Efter belejringen blev oberst John Carter udnævnt til guvernør for slottet, og der blev udført nye reparationer. I 1655 beordrede Council of State, der var udnævnt af Parlamentarikerne, at slottet skulle ødelægges, så det ikke kunne bruges militært. Bakehouse Tower blev sandsynligvis revet ned som en del af ordren. Med restaurationen i England og indsættelsen af Charles 2. i 1660 blev Conway givet tilbage til Edward Conway, Jarl af Conway, men fem år senere besluttede Edward at fjerne jern og bly på slottet for at sælge det. Arbejdet blev udført under Edward Conways mand William Milward trods modstand fra nogle af de ledende borgere i Conwy. Borgen endte som en ruin.
Mod slutningen af 1700-tallet blev ruinerne betragtet som maleriske og tiltrak besøgende, og de blev malet af Thomas Girtin, Moses Griffith, Julius Caesar Ibbetson, Paul Sandby og J. M. W. Turner. I 1800-tallet blev der bygget adskillige broer over floden Conwy, der forbandt byen med Llandudno: en vejbro i 1826 og en jernbanebro i 1848. Den forbedrede infrastruktur fik antallet af turister til at stige. I 1865 overgik Conwy Castle fra familien Holland, der havde lejet den af Conways' efterkommere, til byen Conwy. Der blev påbegyndt restaurering af det ødelagte Bakehouse Tower. I 1953 blev slottet lejet ud til Ministry of Works og Arnold Taylor udførte en lang række reparationer og omfattende forskning i slottest historie. Der blev bygget yderligere en vejbro til slottet i 1958. I 1986 kom slottet, der allerede var et scheduled monument, på UNESCOs verdensarvsliste som en del af "Kong Edvards borge og bymure i Gwynedd".
I 2000-tallet bliver slottet drevet af Cadw, der er Wales' organisation der sikrer historiske bygninger som turistattraktion. I 2010 besøgte 186.897 slottet, og i 2012 åbnede et nyt besøgscenter. Conwy Castle kræver løbende reparationer og vedligehold, og i 2002-2003 blev der brugt over £30.000 på dette.

## Arkitektur
UNESCO betragter Conwy Castle som et af "de fineste eksempler på sen 1200-tals og tidlig 1300-tals militærarkitektur i Europa". Fæstningen ligger på en klippekyst bestående af grå sand- og kalksten. Mange af stenene til opførslen af borgen er taget direkte fra klippekysten. Det skete sandsynligvis allerede, da området blev klargjort til byggeri første gang. De lokale sten var ikke gode nok til at udhugge fx vinduer, og derfor blev der hentet sandsten fra Creuddynhalvøen, Chester og Wirralhalvøen. Denne sandsten er mere farverig en den lokale grå sten og blev sandsynligvis også valgt pga. udseendet.
Conwy Castles grundplan er rektangulær. Den er delt i en indre og en ydre borggård, der er adskilt af en mur med fire tårne på hver side, der hver er omkring 21 m høje. Oprindeligt har borgen været hvidkalket. Ydersiden af tårnene har stadig huller efter den oprindelige opførelse, hvor tømmer blev sat ind i muren for at lave en rampe, der har snoet sig op langs tårnet, så håndværkerne kunne komme op og ned. Selv om den er meget medtaget så havde den oprindelige krenellering tre korsblomster og en serie firkantede huller langs ydersiden af murene. Det er uklart hvad disse huller har været brugt til, de kan have været til at lede vandet væk, som en del af overdækkede gange på toppen af murene eller til at opsætte ornamenterede skjolde.
Hovedindgangen til slottet er det vestlige porttårn, der er et ydre forsvarsværk foran hovedporten. Da den blev opført, var der en vindebro til porttårnet og en stenrampe, der gik på i en skarp vinkel fra byen. Den moderne østindgang går langs ydersiden af muren. Porttårnet har det tidligst overlevende eksempel på machicoulis i sten, som finde i Storbritannien. Oprindeligt har porten været beskyttet af portcullis.
Porten ledte til den ydre borggård med forskellige administrative bygninger, som depotrum, værksteder og stalde. Der var adgang til det nordvestlige tårn via portnerens bygning og her var begrænset beboelse og opmagasinering. Det sydvestlige tårn er enten brugt af borgens konstabler eller af garnisonen. Her lå også et bageri. På sydsiden af borggården var en række bygninger som storsalen og kapellet, som lå oven på kældrene, som ses i dag. Fundamenterne og en enkelt stenbue fra 1340'erne kan stadig ses. Bag storsalen var en fangetårn. Her lå "dettors chambre" ("debitors kammer") i 1500-tallet og en kælder. På nordsiden af borggården lå køkken, bryggeri og bageri, der lå bag køkkentårn med beboelse og depotrum.
Den indre borggård var oprindeligt separeret fra den ydre borggård med en mur, en vindebro og en port, der var beskyttet af en kløft i klippen. Klippesprækken blev fyldt op i 1500-tallet og vindebroen blev fjernet. Borgens brønd, der fik vand fra en naturlig kilde, blev bygget ved siden af porten, og den findes stadig og er omkring 27 meter dyb. Den indre borggård indeholdt bl.a. de royale gemakker og rum til de kongeliges nærmeste tjenestefolk. Ifølge historikeren Jeremy Ashbee er de den "bedst bevarede række middelalderlige private kongelige værelser i England og Wales". De blev planlagt som et royalt palads i miniformat, der kunne afskæres fuldstændigt fra resten af slottet, hvis det skulle blive nødvendigt, og man kunne få forsyninger fra den østlige port mod havet. I praksis blev denne del dog sjældent brugt af kongefamilien.
De kongelige rum lå på første sal og gik igennem flere bygninger langs kanten af borggården. De fire tårne beskyttede den indre borggård og indeholdt servicefunktioner, heriblandt Chapel Tower, der indeholdt det private kongelige kapel. Hvert tårn har yderligere et mindre vagttårn i toppen, der sandsynligvis både af sikkerhedsmæssige årsager og for at have et prominent sted til det kongelige flag. Det lignede meget Gloriette på Corfe Castle, der stammer fra 1200-tallet og gav en kombination af privatliv for kongen og personlig sikkerhed. De to sæt lejligheder blev senere bygget sammen til værelser med et stort soveværelse, et modtagelsesværelse og et indre værelse.
På østsiden af den indre borggård findes endnu et porttårn, der lukker af for slotshaven. Fra de kongelige værelser er der udsigt over haven, der har skiftet stil flere gange. I begyndelsen af 1300-tallet var der en græsplæne, og i slutningen af 1300-tallet var der vinplanter, mens der i 1500-tallet var vilde æbletræer og en plæne. I 1600-tallet var der formelle blomsterbede med prydplanter. En lønport ledte oprindeligt ned til floden, hvor der var bygget en lille havn. Det lod vigtige gæster komme ind i slottet, og at slottet kunne få forsyninger ad vandvejen. Lønporten er i dag skjult, da den er forsvundet bag de broer, som blev bygget her.
Conwy Castles arkitektur har stor tilknytning til kongedømmet Sardinien fra samme periode. Både vinduerne, krenelleringen på tårnene og putlog-hullernes placering. Årsagen skal sandsynligvis findes i mester James, der var arkitekt fra Sardinien. Sammenhængen mellem Conwy og Sardinien er dog ikke helt ligetil, da flere af de lignende strukturer på Sardinien blev bygget efter James havde forladt området. Lighederne i arkitekturen kan være et resultat af, at der blevet brugt håndværkere og ingeniører fra Sardinien til at opføre Conwy.